# Forges-les-Eaux
Forges-les-Eaux és un municipi francès situat al departament del Sena Marítim i a la regió de Normandia. L'any 2007 tenia 3.534 habitants.

## Demografia

### Població
El 2007 la població de fet de Forges-les-Eaux era de 3.534 persones. Hi havia 1.650 famílies de les quals 713 eren unipersonals (277 homes vivint sols i 436 dones vivint soles), 539 parelles sense fills, 310 parelles amb fills i 88 famílies monoparentals amb fills.
La població ha evolucionat segons el següent gràfic:
Habitants censats

### Habitatges
El 2007 hi havia 1.964 habitatges, 1.685 eren l'habitatge principal de la família, 134 eren segones residències i 145 estaven desocupats. 1.278 eren cases i 637 eren apartaments. Dels 1.685 habitatges principals, 739 estaven ocupats pels seus propietaris, 903 estaven llogats i ocupats pels llogaters i 43 estaven cedits a títol gratuït; 95 tenien una cambra, 212 en tenien dues, 438 en tenien tres, 473 en tenien quatre i 467 en tenien cinc o més. 1.012 habitatges disposaven pel capbaix d'una plaça de pàrquing. A 930 habitatges hi havia un automòbil i a 324 n'hi havia dos o més.

### Piràmide de població
La piràmide de població per edats i sexe el 2009 era:
| Homes | Edats   | Dones |
| ----- | ------- | ----- |
| 8     | 95 o +  | 0     |
| 24    | 90 a 94 | 44    |
| 36    | 85 a 89 | 76    |
| 52    | 80 a 84 | 84    |
| 100   | 75 a 79 | 136   |
| 100   | 70 a 74 | 132   |
| 84    | 65 a 69 | 164   |
| 100   | 60 a 64 | 96    |
| 84    | 55 a 59 | 92    |
| 68    | 50 a 54 | 132   |
| 120   | 45 a 49 | 100   |
| 92    | 40 a 44 | 100   |
| 92    | 35 a 39 | 100   |
| 116   | 30 a 34 | 96    |
| 112   | 25 a 29 | 96    |
| 97    | 20 a 24 | 124   |
| 112   | 15 a 19 | 72    |
| 84    | 10 a 14 | 64    |
| 48    | 5 a 9   | 60    |
| 72    | 0 a 4   | 88    |

## Economia
El 2007 la població en edat de treballar era de 1.956 persones, 1.361 eren actives i 595 eren inactives. De les 1.361 persones actives 1.169 estaven ocupades (617 homes i 552 dones) i 192 estaven aturades (101 homes i 91 dones). De les 595 persones inactives 207 estaven jubilades, 197 estaven estudiant i 191 estaven classificades com a «altres inactius».

### Ingressos
El 2009 a Forges-les-Eaux hi havia 1.690 unitats fiscals que integraven 3.394 persones, la mediana anual d'ingressos fiscals per persona era de 15.997 €.

### Activitats econòmiques
Dels 253 establiments que hi havia el 2007, 7 eren d'empreses alimentàries, 8 d'empreses de fabricació d'altres productes industrials, 17 d'empreses de construcció, 69 d'empreses de comerç i reparació d'automòbils, 7 d'empreses de transport, 26 d'empreses d'hostatgeria i restauració, 2 d'empreses d'informació i comunicació, 14 d'empreses financeres, 13 d'empreses immobiliàries, 29 d'empreses de serveis, 38 d'entitats de l'administració pública i 23 d'empreses classificades com a «altres activitats de serveis».
Dels 77 establiments de servei als particulars que hi havia el 2009, 1 era una oficina d'administració d'Hisenda pública, 2 oficines del servei públic d'ocupació, 1 gendarmeria, 1 oficina de correu, 6 oficines bancàries, 5 funeràries, 2 tallers de reparació d'automòbils i de material agrícola, 2 tallers d'inspecció tècnica de vehicles, 2 autoescoles, 1 paleta, 3 guixaires pintors, 1 fusteria, 5 lampisteries, 3 electricistes, 4 empreses de construcció, 6 perruqueries, 3 veterinaris, 20 restaurants, 5 agències immobiliàries, 2 tintoreries i 2 salons de bellesa.
Dels 40 establiments comercials que hi havia el 2009, 3 eren supermercats, 2 botiges de menys de 120 m², 7 fleques, 6 carnisseries, 1 una peixateria, 8 botigues de roba, 2 botigues d'equipament de la llar, 1 una botiga d'equipament de la llar, 1 una sabateria, 4 drogueries, 1 un drogueria, 1 una perfumeria i 3 floristeries.
L'any 2000 a Forges-les-Eaux hi havia 3 explotacions agrícoles.

## Equipaments sanitaris i escolars
El 2009 hi havia 2 psiquiàtrics, 2 farmàcies i 1 ambulància.
El 2009 hi havia 1 escola maternal i 2 escoles elementals. A Forges-les-Eaux hi havia 1 col·legi d'educació secundària i 1 liceu d'ensenyament general. Als col·legis d'educació secundària hi havia 564 alumnes i als liceus d'ensenyament general 976.

## Poblacions més properes
El següent diagrama mostra les poblacions més properes.